# فرنسيس براون
فرنسيس براون (28 يوليو 1899 في المملكة المتحدة - 11 مارس 1970 في المملكة المتحدة) (بالإنجليزية: Francis Browne)‏ هو لاعب كريكت بريطاني (وحمل سابقاً جنسية المملكة المتحدة لبريطانيا العظمى وأيرلندا). لعب مع نادي مقاطعة ساسكس للكركيت ‏ ونادي جامعة كامبريدج للكريكيت ‏.

## وصلات خارجية
- فرنسيس براون على موقع إي آس بي آن كريك إنفو (الإنجليزية)